# بيتر فورمان (سياسي)
بيتر فورمان (بالإنجليزية: Peter Forman)‏ هو سياسي أمريكي، ولد في 28 أبريل 1958 في الولايات المتحدة. حزبياً، نشط في الحزب الجمهوري. وقد انتخب عضو مجلس نواب ماساتشوستس.